# Juan Miguel López
Juan Miguel López (ur. 7 kwietnia 1967) – kubański lekkoatleta specjalizujący się w trójskoku. 

## Sukcesy sportowe
- dwukrotny mistrz Kuby w trójskoku – 1988, 1989[1]

| Rok  | Miasto      | Zawody                                   | Konkurencja | Wynik         |
| ---- | ----------- | ---------------------------------------- | ----------- | ------------- |
| 1986 | Winter Park | Mistrzostwa panamerykańskie juniorów     | trójskok    | złoty medal   |
| 1988 | Meksyk      | Mistrzostwa ibero-amerykańskie           | trójskok    | złoty medal   |
| 1989 | Budapeszt   | Halowe mistrzostwa świata                | trójskok    | brązowy medal |
| 1989 | San Juan    | Mistrzostwa Ameryki Środkowej i Karaibów | trójskok    | srebrny medal |
| 1990 | Meksyk      | Igrzyska Ameryki Środkowej i Karaibów    | trójskok    | srebrny medal |
| 1992 | Sewilla     | Mistrzostwa ibero-amerykańskie           | trójskok    | brązowy medal |

## Rekordy życiowe
- trójskok – 17,28 – Hawana 06/08/1988
- trójskok (hala) – 17,28 – Budapeszt 04/03/1989